# Тридцать (Кандинский)
«Тридцать» ( фр. Trente) — абстрактная картина русского художника Василия Кандинского, написанная в 1937 году и хранящаяся в Национальном центре искусства и культуры Жоржа Помпиду Государственного музея современного искусства в Париже, Франция.

## Описание
Картина характеризуется использованием только чёрного и белого цветов и распределением её по 30 равным по площади квадратам. Вместо одного или двух фокусов «Тридцать» представляет 30 маленьких кадров, похожих на шахматную доску, каждый из которых является потенциальным фокусом.